# Opowieść o złodzieju ciał

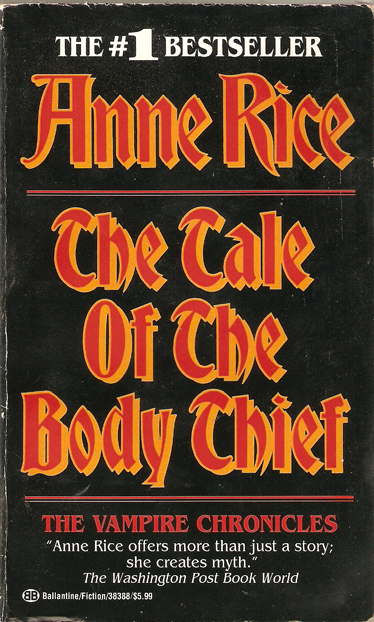
Amerykańska okładka książki "Opowieść o złodzieju ciał"

Opowieść o złodzieju ciał (tytuł oryg. The Tale of the Body Thief) – czwarty tom cyklu Kroniki wampirów amerykańskiej pisarki Anne Rice wydany w 1992 roku.

## Fabuła
Lestat, ponury, potężny, ponad 200-letni wampir, jest znudzony nieśmiertelnością. Oddałby wszystko by choć kilka godzin znów pożyć jak zwykły człowiek. Niespodziewanie dostaje taką szansę od Raglana Jamesa mieniącego się Złodziejem Ciał. Proponuje on wampirowi zamianę ciał przy wykorzystaniu zjawiska projekcji astralnej. Mimo przestróg Louisa i swego ziemskiego przyjaciela Davida Talbota Lestat przystaje na propozycję. Niestety okazuje się, że Raglan ukradł potężne ciało, wampirzy przyjaciele zawodzą, a Lestat musi odzyskać swoją powłokę na własną (śmiertelną) rękę.
Po polsku Opowieść opublikowana została przez wydawnictwo Amber, w tłumaczeniu Anny Martynow w 1996 roku oraz przez wydawnictwo Rebis.

## Czas i miejsce akcji
Akcja powieści rozgrywa się w 1990 roku, a jej główna fabuła rozgrywa się w przeciągu kilku dni. Jako że Lestat jest już potężnym wampirem i może bez trudu przemierzać duże odległości w krótkim czasie, odwiedza wiele miejsc, takich jak Nowy Orlean, Londyn, Miami, Wenecja czy Georgetown. W tym ostatnim mieście odbywa się jego zamiana ciał z Raglanem.

## Postaci
- Lestat de Lioncourt – narrator opowieści, przedstawiony jako jej rzeczywisty autor. Narodził się w XVIII wieku i nie czuje już chęci dalszego życia, podejmuje nawet próbę samobójczą. Zaintrygowany postacią Jamesa Raglana, chce zaznać ponownie śmiertelnego życia.
- James Raglan – urodził się w latach 20., jest anglikiem. Był członkiem Talamaski, lecz został z niej wyrzucony. Kleptoman odsiadywał nawet karę w więzieniu. To właśnie tam nauczył się wprowadzać w stan OOBE, czyli wychodzić swą duszą poza ciało. Z czasem odkrył, iż może dzięki temu kraść ludziom ich własne ciała. Swoją prawdziwą tożsamość porzucił 10 lat temu. Gdy go poznajemy, przebywa w ciele silnego młodzieńca o śniadej cerze. To właśnie to ciało ofiaruje Lestatowi.
- David Talbot – 74-letni generał Talamaski. Pomimo iż jest śmiertelnikiem, przyjaźni się z Lestatem. Choruje na serce i spodziewa się umrzeć w przeciągu roku. Mimo że Lestat proponuje mu, że zamieni go w wampira, zawsze odmawia.
- Louis de Pointe du Lac – XVIII-wieczny wampir, przemieniony przez Lestata. Ukrywa się w Nowym Orleanie. Przyjaźni się z Lestatem i stanowczo przestrzega go przed zamianą ciał.
- Aaron – przyjaciel Davida Talbota, członek Talamaski.
- Claudia – w powieści pojawia się jako senna zjawa albo duch nawiedzający Lestata. Była jego wampirzym dzieckiem, zginęła w drugiej połowie XIX wieku. Bohaterka Wywiadu z wampirem.